# CiviCRM
CiviCRM — свободная веб-система отслеживания связей и управления взаимодействием. Специально разработана для некоммерческих и общественных организаций и групп в качестве системы управления связями.
CiviCRM помогает управлять информацией о донорах организации, её членах, регистрации событий, подписчиков, спонсоров и соискателей грантов, контактов. Контактами, которыми можно управлять с помощью CiviCRM, могут являться добровольцы, активисты, избиратели, а также более общие виды деловых контактов, такие как сотрудники, клиенты или поставщики.
В марте 2021 года CiviCRM была удостоена ежегодной премии Free Software Award Фонда свободного программного обеспечения, как проект имеющий социальную значимость.

## Описание
Основная система CiviCRM отслеживает контакты, отношения, действия, группы, теги и разрешения, а дополнительные компоненты отслеживают участников (CiviContribute), события (CiviEvent), списки участников (CiviMember), обращения (CiviCase), гранты (CiviGrant), кампании (CiviCampaign), петиции (CiviPetition), массовые рассылки (CiviMail) и отчеты (CiviReport). Эти компоненты можно активировать или деактивировать в соответствии с потребностями конкретной организации.
CiviCRM развертывается вместе с Backdrop CMS, Drupal, Joomla! или системы управления контентом WordPress (CMS) и поддерживается многими хостинговыми и профессиональными компаниями. И Drupal, и Joomla! профессиональные ассоциации используют CiviCRM. Лицензия CiviCRM — GNU AGPL 3.
По программе доступна книга. На сайте проекта доступна обширная административная документация, документация для разработчиков и пользователей. Есть также активные форумы и канал IRC.
Загрузки CiviCRM доступны как с официального сайта, CiviCRM.org, так и с SourceForge, где в январе 2011 года он был «проектом месяца».
CiviMobile — мобильное приложение на основе CiviCRM, разработанное американо-украинской ИТ-компанией Agiliway. Это позволяет НПО и некоммерческим организациям использовать функции платформы CiviCRM на смартфонах. Приложение позволяет пользователям управлять своими контактами, календарем, делами, действиями, событиями, встречами, контактными платежами и пожертвованиями из своей базы данных CiviCRM. В приложение также включена функция продажи билетов по QR-коду. Agiliway выпустила свою 8-ю версию приложения в октябре 2024 года.

## Пользователи
CiviCRM используется многими крупными ОО, включая Amnesty International, Creative Commons, Фонд свободного программного обеспечения, ЦЕРН, Фонд Викимедиа и KDE для сбора средств. CiviCRM также используется Kabissa для предоставления возможностей CRM более чем 1500 организациям, в основном в Африке.
Среди других пользователей — Зелёная партия Англии и Уэльса, Республика и Институт управления рыболовством.